# Mon (Grisões)
Mon foi uma comuna da Suíça, no Cantão Grisões, com cerca de 85 habitantes. Estendia-se por uma área de 8,51 km², de densidade populacional de 10 hab/km². Confinava com as seguintes comunas: Riom-Parsonz, Salouf, Stierva, Tiefencastel.
A língua oficial nesta comuna era o alemão e romanche.

## História
Em 1 de janeiro de 2015, passou a formar parte da nova comuna de Albula/Alvra.